# Zaopusta
Zaopusta – część Katowic, położona w południowej części miasta, w granicach dzielnicy Podlesie, nad brzegiem Mlecznej. Znajduje się ona w rejonie ulicː Zaopusta, Mleczna, Niezapominajek i Augustyna Świdra, a jej początki sięgają XVII wieku. Osada ta w głównej mierze ma charakter mieszkaniowy.

## Historia

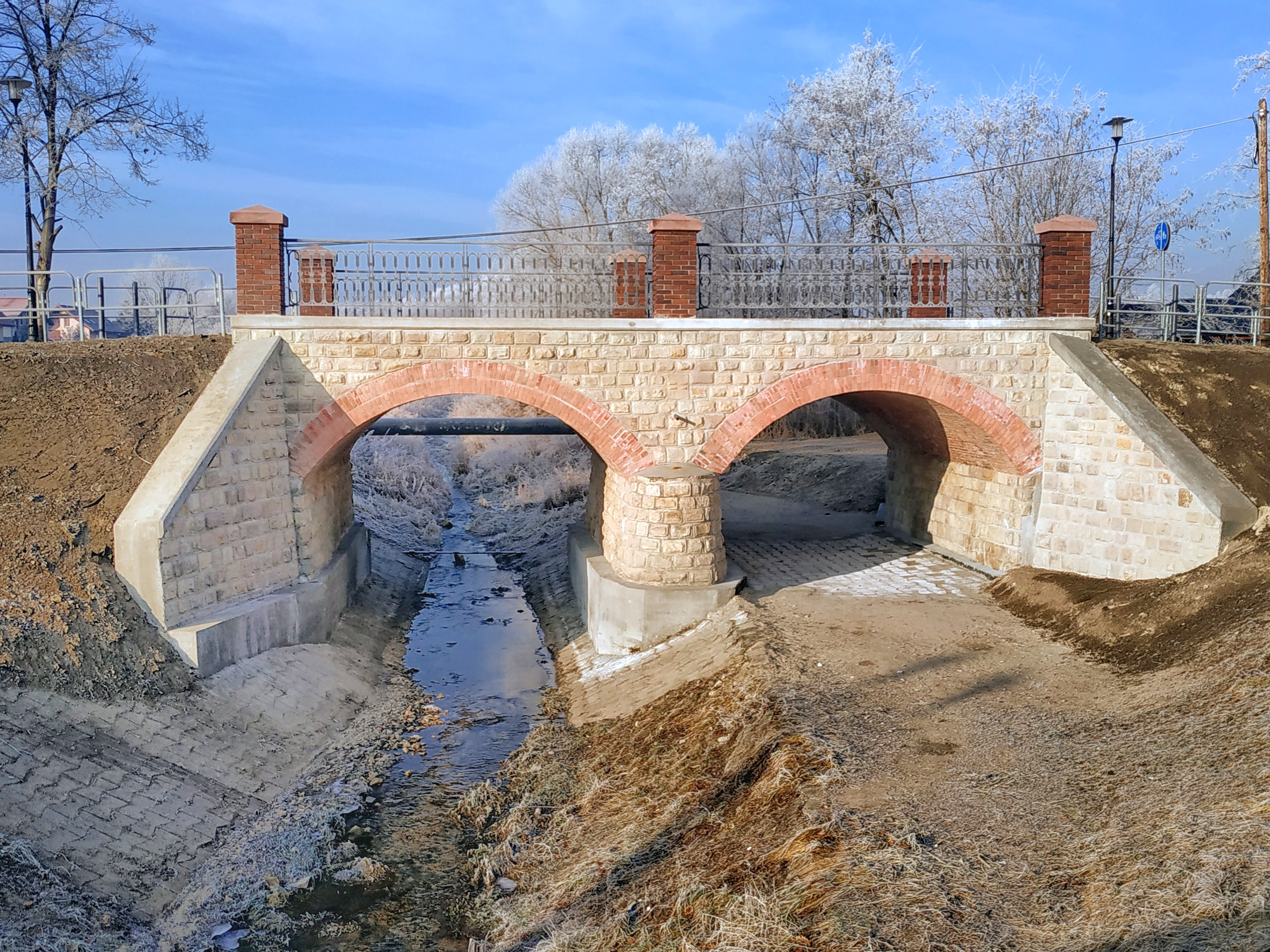
Zabytkowy most nad Mleczną z przełomu XIX i XX wieku, znajdujący się przy ulicy Zaopusta

Zaopusta została założona w XVII wieku jako przysiółek Podlesia na terenach ówczesnego księstwa pszczyńskiego. Jako że osada zlokalizowana była za urządzeniem spustowym na rzece Mleczna (za upustem), nazwano ją Zaopusta. Czas założenia Zaopusty przypada na okres intensywnego rozwoju rejonu dzisiejszych Katowic, kiedy to wzrastała liczba ludności, powiększano areały pól uprawnych oraz powstawały nowe zakłady rzemieślnicze. 15 listopada 1868 roku otwarto biegnący przez Zaopustę odcinek linii kolejowej Prawego Brzegu Odry pomiędzy Murckami a Tychami (obecna linia kolejowa nr 142), zaś 2 listopada 1912 roku w zachodniej części Zaopusty linię Ligota – Tychy (obecnie część linii kolejowej nr 139). Prawdopodobnie do lat międzywojennych w Zaopuście funkcjonował folwark.
Po II wojnie światowej, w dniu 27 maja 1975 roku Zaopustę wraz z Podlesiem i Kostuchną włączono w granice Katowic. 20 lutego 1984 roku do rejestru zabytków wpisano most nad Mleczną znajdujący się na pograniczu Podlesia i Zaopusty. Most ten nie był odnawiany od lat 90. XX wieku, a na początku lipca 2021 roku rozpoczęto jego modernizację z zachowaniem jego historycznej formy.
W 1989 roku nad Mleczną oddano do użytku oczyszczalnię ścieków, zmodernizowaną do października 2012 roku. W październiku 2016 roku zakończono budowę pierwszych domów szeregowych osiedla Bażantowo Południe w rejonie ulicy Mlecznej. Stanowią one domy z dwuspadowym dachem i białą elewacją wzbogaconą o klinkier.

## Charakterystyka

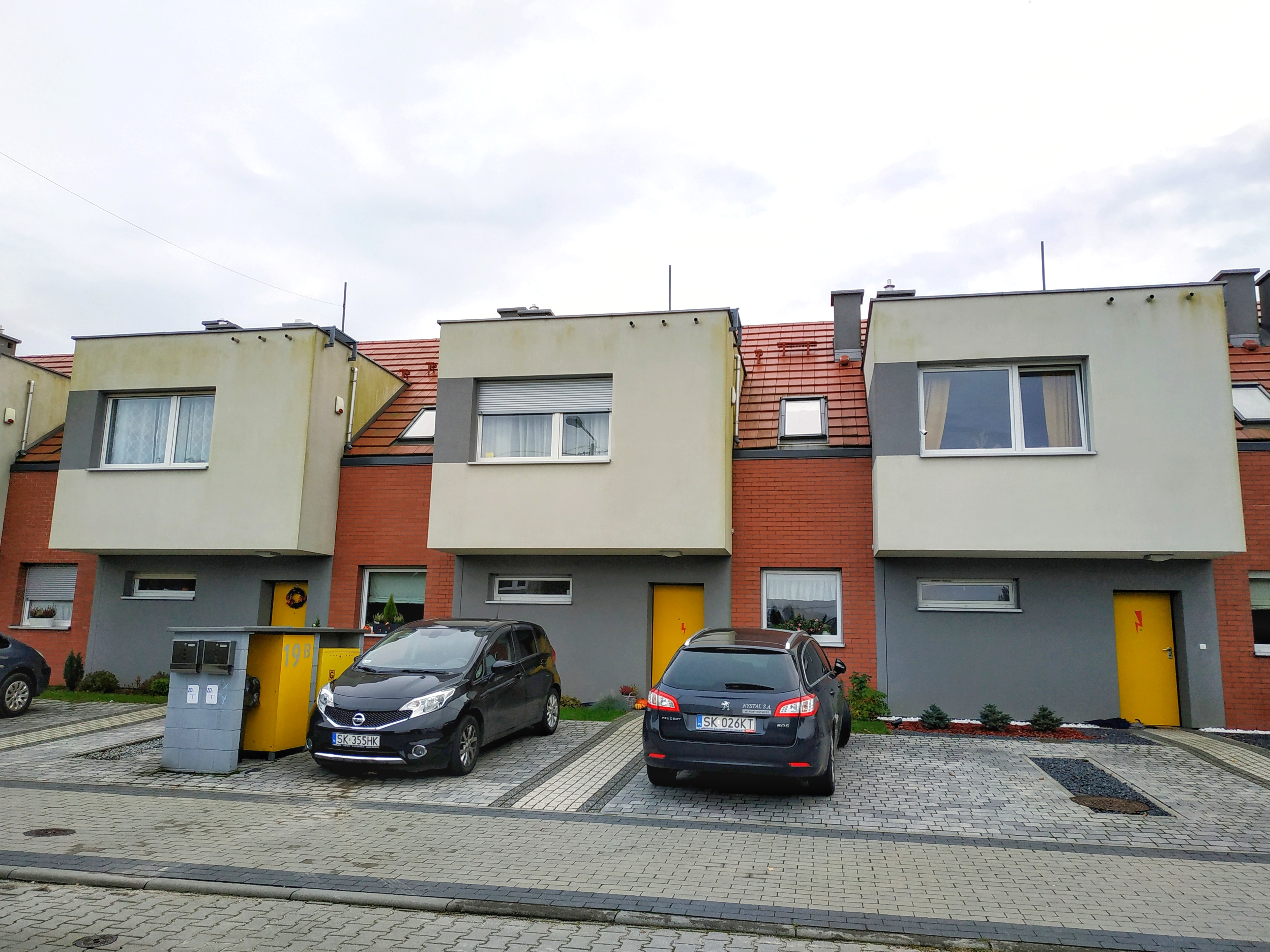
Fragment osiedla Bażantowo Południe w rejonie ulicy Mlecznej

Zaopusta położona jest w południowej części Katowic, w dzielnicy Podlesie, w rejonie ulicː Zaopusta, Mleczna, Niezapominajek i Augustyna Świdra, na prawym brzegu rzeki Mlecznej. Ulica Zaopusta stanowi drogę gminną o klasie drogi lokalnej (droga klasy L). Łączy się ona w kierunku północnym z trzema ulicami: Uniczowską, Armii Krajowej i Saską. Na skrzyżowaniu ulicy Zaopusta i ulicy Niezapominajek znajduje się rondo, sama zaś ulica Niezapominajek ciągnie się na południe w kierunku Tychów, do dzielnic Mąkołowiec i Wilkowyje. Przy ulicy Zaopusta znajdują się trzy przystanki autobusowe obsługiwane przez Zarząd Transportu Metropolitalnego (ZTM): Podlesie Niezapominajek [nż], Podlesie Mleczna [nż] i Podlesie Oczyszczalnia. Według stanu z sierpnia 2021 roku obsługuje je linia 973 relacji Podlesie Oczyszczalnia – Murcki Rynek przez Piotrowice i Ochojec, ze średnią częstotliwością dwóch par autobusów na godzinę.
W południowej części Zaopusty znajduje się zabudowa nielicznych gospodarstw rolnych, zaś po 1989 roku w południowej części Katowic, w tym w Zaopuście zaczęto budować nowe osiedla mieszkaniowe. Nowe osiedla powstały m.in. przy ulicy Mlecznej (Bażantowo Południe), czy też zamknięte osiedle 34 domów szeregowych w rejonie ulicy Zaopusta. Na pograniczu Podlesia i Zaopusty, nad Mleczną znajduje się wspomniany zabytkowy most z lat około 1898–1900. Do historycznych obiektów w Zaopuście zaliczają się ponadto następujące domy: ul. Zaopusta 16 / ul. Mleczna 1 (powstały po 1901 roku), ul. Zaopusta 21 (sprzed 1939 roku), ul. Mleczna 9 (również sprzed 1939 roku) oraz domy wybudowane głównie przed 1939 rokiem przy ulicy Niezapominajek: 1 (przed domem znajduje się też stary kasztanowiec), 6 (z około 1950 roku), 7 (w tym budynek gospodarczy), 9, 13 i 18 (w tym budynek gospodarczy).
We wschodniej części Zaopusty, przy ulicy Zaopusta 70 znajduje się Oczyszczalnia Ścieków Podlesie, zarządzana przez Katowickie Wodociągi. Jest ona oczyszczalnią mechaniczno-biologiczno-chemiczną o średniej wydajności dobowej 6 tys. m³ ścieków. W sąsiedztwie oczyszczalni, przy ulicy Zaopusta 112 swoją siedzibę ma firma budowlana specjalizująca się w budowie i eksploatacji wodociągów Telgaz.